# Ptyssiglottis pubescens
Ptyssiglottis pubescens är en akantusväxtart som beskrevs av B. Hansen. Ptyssiglottis pubescens ingår i släktet Ptyssiglottis och familjen akantusväxter. Inga underarter finns listade i Catalogue of Life.